# Resolució 50 del Consell de Seguretat de les Nacions Unides
La Resolució 50 del Consell de Seguretat de les Nacions Unides, aprovada el 29 de maig de 1948, va fer una crida a tots els governs i autoritats implicats en el conflicte de Palestina en ordenar la cessació de tots els actes de la força armada de quatre setmanes, per no introduir cap personal de lluita a Palestina, Egipte, l'Iraq, Líban, Aràbia Saudita, Síria, Transjordània o Iemen durant el cessament del foc, per abstenir-se d'importar o exportar material de guerra cap a Palestina, Egipte, Iraq, el Líban, Aràbia Saudita, Síria, Transjordània o Iemen durant l'alto el foc.
La resolució també va instar a tots els governs i autoritats a que facin tot el que estigui al seu abast per assegurar la seguretat dels Llocs Sants a la zona, així com a la ciutat de Jerusalem i garantir-ne l'accés lliure. Va instruir al mediador de les Nacions Unides a Palestina per establir contactes amb totes les parts implicades per veure que la treva es duia a terme i li va oferir tots els observadors militars necessaris per a això. La resolució va decidir que si les condicions establertes i les resolucions anteriors foren violades, el Consell reconsideraria l'assumpte amb vista a actuar en virtut del Capítol VII de la Carta de les Nacions Unides.
La resolució es va adoptar en parts; no es va votar sobre la resolució en general.